# Melanostoma orientale
Melanostoma orientale là một loài ruồi trong họ Ruồi giả ong (Syrphidae). Loài này được Wiedemann mô tả khoa học đầu tiên năm 1824. Melanostoma orientale phân bố ở miền Đông phương